# SBB RAe TEE II

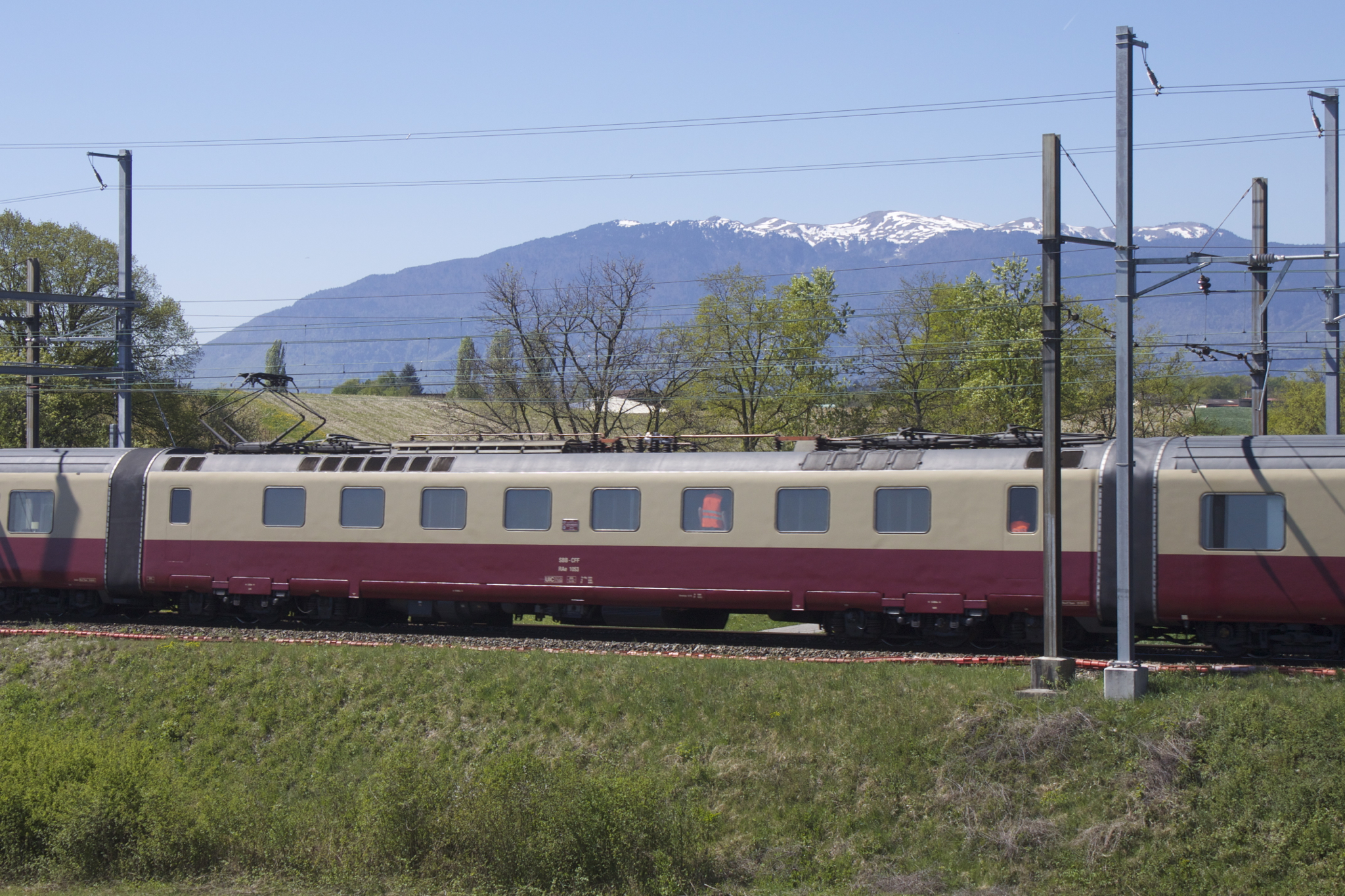
Maschinenwagen des RAe TEE II 1053

Die RAe TEEII, später umgebaut in RABe EC, sind elektrische Schnelltriebwagenzüge der Schweizerischen Bundesbahnen (SBB), die ab den 1960er Jahren auf verschiedenen TEE-Verbindungen eingesetzt wurden. Sie sind für vier Stromsysteme ausgelegt, was sie universell in Europa einsetzbar macht. Daher werden die Einheiten in der Fachsprache als Vierstrom-Triebzüge bezeichnet.

## Verbindungen
Zum Einsatz kamen diese Triebzüge ursprünglich auf folgenden TEE-Verbindungen:
- TEE «Gottardo» Zürich – Milano
- TEE «Cisalpin» Milano – Paris
- TEE «Ticino» Milano – Zürich

Die Züge waren in einem Vier-Tage-Umlauf im Einsatz:
- 1. Tag: «Gottardo» Zürich – Milano und «Cisalpin» Milano – Paris
- 2. Tag: «Cisalpin» Paris – Milano
- 3. Tag: «Ticino» Milano – Zürich – Milano und «Gottardo» Milano – Zürich
- 4. Tag: Revision in Zürich

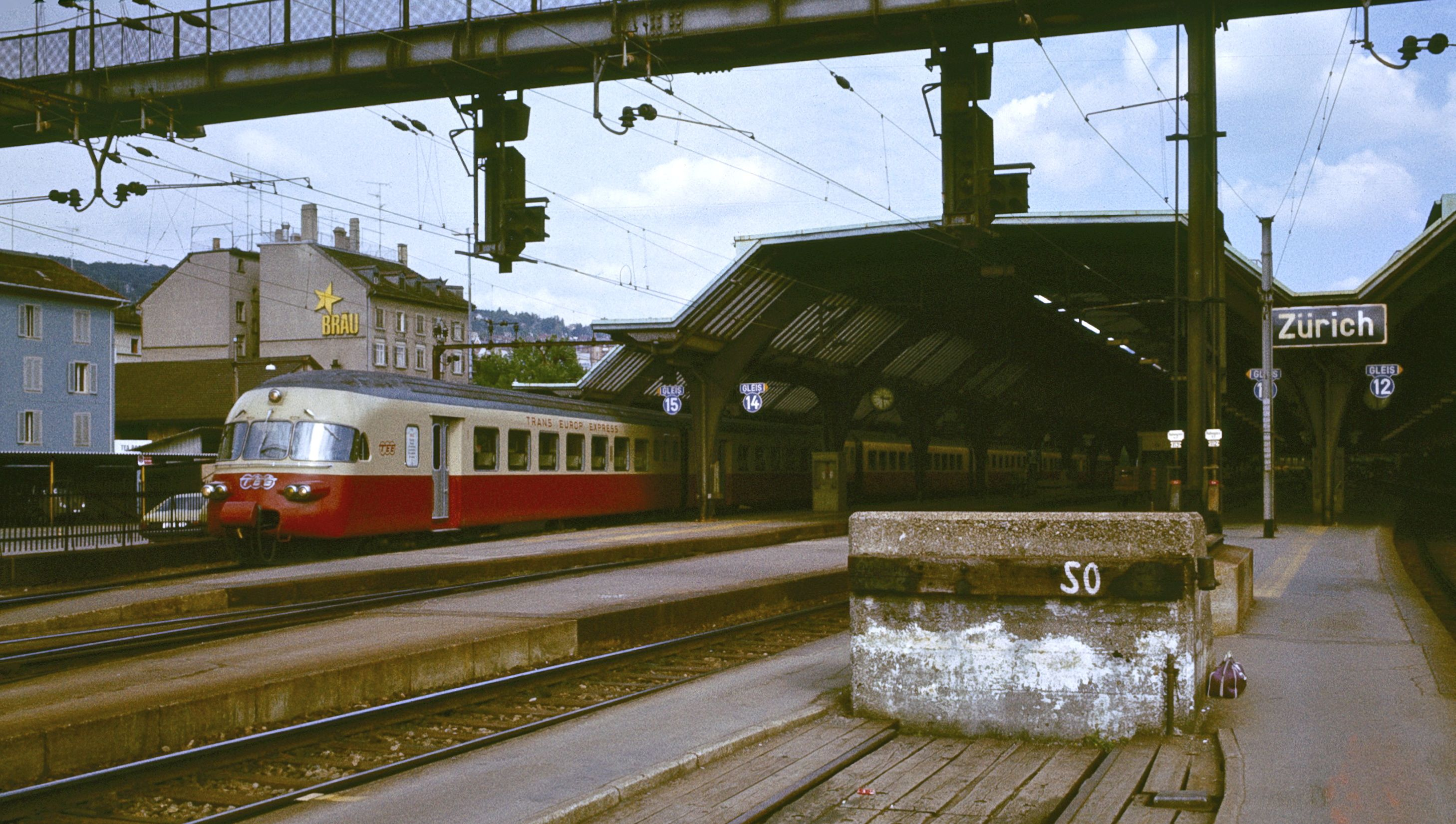
Der TEE «Iris» am Zürcher Hauptbahnhof (1979)

Ab dem 30. Mai 1965 startete der «Gottardo» bereits ab Basel, endete aber gleichwohl nach der Rückfahrt von Milano in Zürich. Dies führte zu einer Leerfahrt (nach der Revision am 4. Tag) nach Basel. Ab dem 30. September 1979 wurde dieser Abschnitt nur noch werktags bedient, ehe er am 23. Mai 1982 wieder ganz aufgehoben wurde.
Während der Sommersemester 1974–1979 wurde der «Gottardo» über Milano hinaus nach Genova verlängert.
Als der «Cisalpin» per 26. Mai 1974 auf einen lokbespannten Zug umgestellt und der «Ticino» zum selben Datum aufgehoben wurde, wurden Triebzüge frei für die Verbindungen:
- TEE «Edelweiss» Zürich – Amsterdam
- TEE «Iris» Zürich – Brüssel

Der Betrieb als TEE «Edelweiss» wurde am 26. Mai 1979, derjenige des TEE «Iris» am 30. Mai 1981 eingestellt.
Als letzter internationaler TEE fuhr der «Gottardo» am 24. September 1988 zum letzten Mal von Milano nach Zürich.

## Technik und Ausstattung
Die Züge bestachen mit der Viersystemfähigkeit, welche einen Aufenthalt an den Landesgrenzen überflüssig machte. Sie waren für die Schweiz, Italien, Frankreich, Luxemburg, Belgien, Niederlande und Deutschland ausgerüstet und zugelassen. Alle Sitze befanden sich in Grossraumwagen der ersten Klasse und waren 2+1 in Sitzgruppen gegenüber angeordnet. Zum ersten Mal konnten Damen und Herren getrennte Toiletten benutzen. Die Waschbecken waren mit Kalt- und Warmwasserhähnen ausgestattet. Die Damentoilette verfügte darüber hinaus über eine separate Schmink-Ecke. Die doppelt verglasten Wagenfenster waren mit elektrisch angetriebenen Jalousien ausgerüstet, welche zwischen der Innen- und Aussenscheibe verliefen und mittels Druckschalter einzeln bedient werden konnten. Das Reisegepäck konnte in den Gepäckablagen im grosszügig gestalteten Eingangsbereich verstaut werden.
Der Maschinenwagen lief aufgrund seiner hohen Masse und der damals geltenden Achslastvorschriften auf zwei dreiachsigen Drehgestellen. Die Mittelachsen waren Laufachsen. Durch einen Seitengang war der Maschinenwagen für Reisende durchgängig. Im Maschinenwagen waren außerdem ein Bordmechaniker- und ein Zollabteil sowie die Küche untergebracht. So konnte der Speisewagen mit 54 Stühlen an Zweier- und Vierertischen sowie einer Bar ausgestattet werden. Die Führerstände konnten durch eine grosse Glasscheibe eingesehen werden. Aufgrund der unterschiedlichen Fahrleitungsgeometrien und erforderlichen Schleifleistenmaterialien musste der Maschinenwagen mit vier Stromabnehmern ausgerüstet werden. Entsprechend der technischen Entwicklung zur Bauzeit waren es vier Scherenstromabnehmer, von denen die zwei benachbarten über jedem Drehgestell ineinander verschränkt waren.

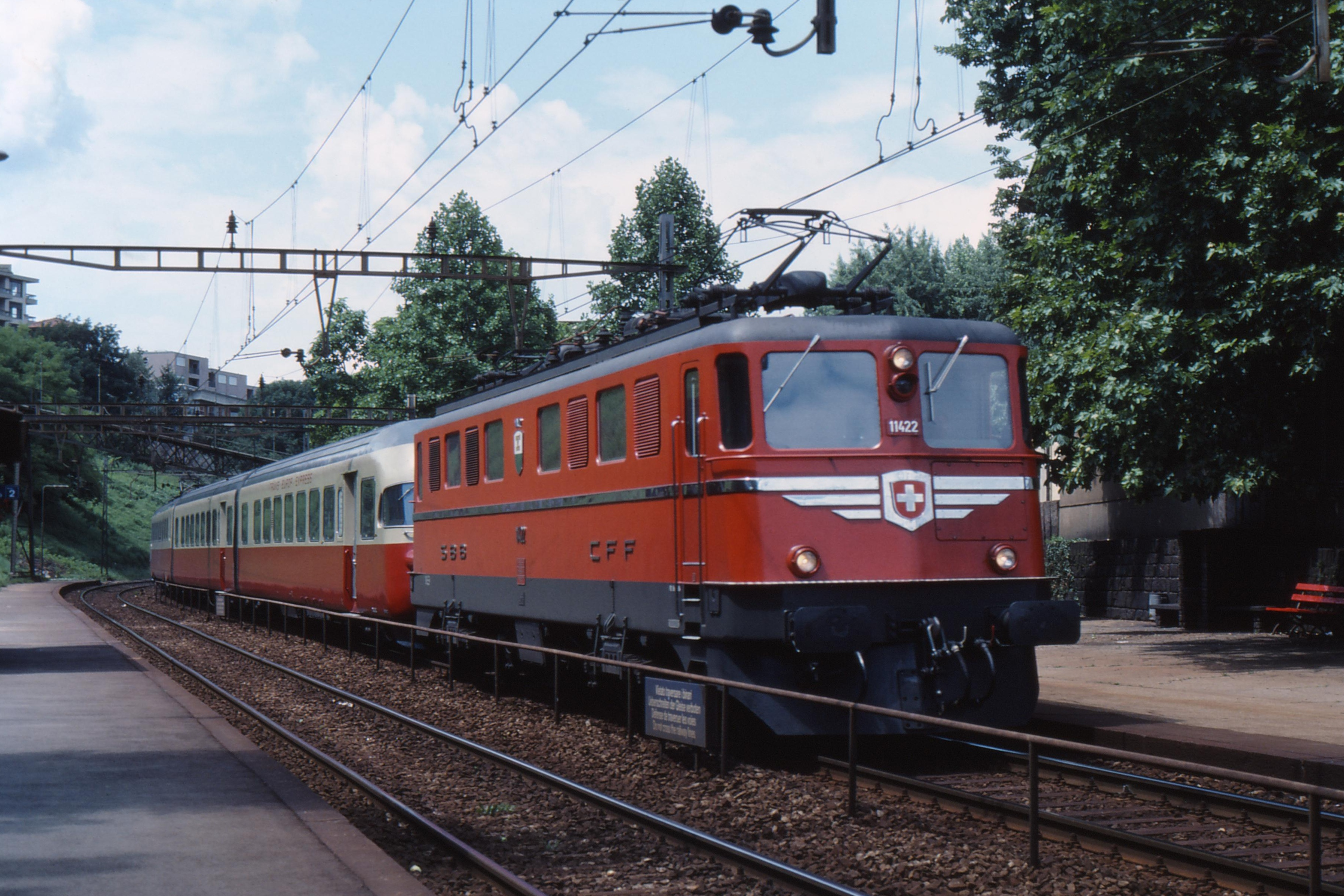
RAe TEE^{II} mit einer Ae-6/6-Lokomotive als Vorspann

Bei Lawinengefahr erhielten die RAe TEEII auf der Gotthardstrecke Vorspann mit einer 120 Tonnen schweren Ae-6/6-Lokomotive. Sonst hätte die Gefahr bestanden, dass der leichte Steuerwagen bei Schneerutschen auf die Gleise entgleist wäre.

## Umbau in RABe EC

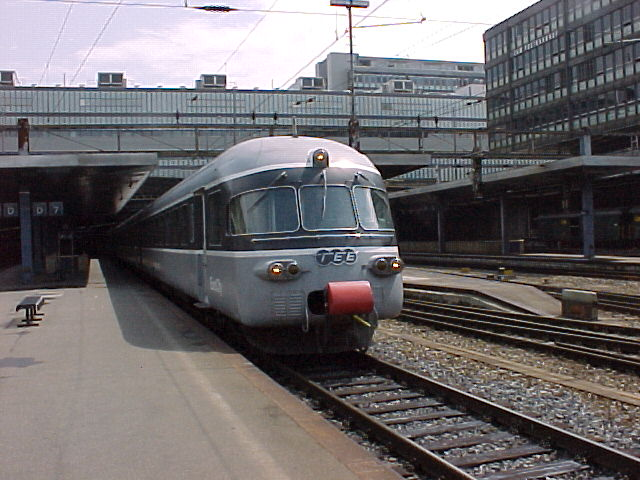
«Graue Maus» in Bern

Nach 30 Einsatzjahren wurden die Züge 1988/89 umgebaut und neu bestuhlt. Ein End- und Mittelwagen boten weiterhin Sitzplätze der ersten Klasse an, der andere End- und Mittelwagen erhielt Sitzplätze der zweiten Klasse (vier pro Sitzreihe). Die Küchentechnik wurde erneuert und der Speisewagen so gedreht, dass die Bar an den Maschinenwagen anschloss. Zwei Einheiten waren zunächst für Am-Platz-Service ausgelegt und mit zwölf Drehsesseln im Anschluss an die Bar ausgestattet; als sich dies nicht bewährte, wurden hier (wie in den anderen Zügen schon seit Umbau) wieder Speisewagentische eingebaut. Um eine ausreichende Sitzplatzkapazität anzubieten, wurde ein Großteil des Speisewagens zum Fahrgastbereich zweiter Klasse. Das klassische Farbbild Elfenbein/Rot verschwand und sie wurden in Hellgrau/Dunkelgrau gehalten, was ihnen den Übernamen «Graue Maus» einbrachte. Die neue Zuggattung EuroCity war an den Seiten der Endwagen angeschrieben, das TEE-Signet an den Stirnfronten blieb jedoch erhalten. Die umgebauten Züge wurden auf den Strecken Zürich–Mailand und Zürich–Stuttgart eingesetzt, ehe sie auf Grund häufiger Störungen (Trafoschäden, Achsbrüche) die letzten Jahre nur noch als Zubringer zu TGV-Zügen zwischen Bern und Frasne verwendet wurden. Nachdem die schadhaften 1052 und 1054 bereits 1995 in Kaiseraugst verschrottet worden waren, wurden Ende 1999 schliesslich auch die verbliebenen Züge 1051, 1053 und 1055 aus dem Zubringerdienst abgezogen und abgestellt.

## Übergabe an SBB Historic
Der Zug mit der Nummer 1053 wird seit dem Umbau im Jahre 2003 bis 2009 in der originalen TEE-Farbgebung von SBB Historic (Stiftung Historisches Erbe der SBB) betrieben. 2012 wurde eine Revision durchgeführt, damit er wieder eingesetzt werden kann. Der elektrische Schleuder- und Gleitschutz wurde dabei ersetzt und die frühere Mehrsystemfähigkeit des Antriebs wiederhergestellt, damit der historische TEE-Zug wie bereits 1961 wieder an allen europäischen Strecken eingesetzt werden kann. Der Speisewagen wurde wieder gedreht und mit der ursprünglichen Einrichtung versehen. Im ehemaligen Mittelwagen zweiter Klasse wurden Sitzbänke und Tische sowie ein elektronisches Piano eingebaut, der andere Sitzwagen sowie beide Endwagen haben die 1.-Klasse-Ausstattung aus der Zeit als EuroCity.
Um die Reichweite auch auf die Neubaustrecken der Schweiz zu vergrössern, beschloss SBB Historic im Jahr 2016, das Fahrzeug gelegentlich (geplant ist zurzeit ab 2018/2019) mit ETCS-Fahrzeuggeräten aufzurüsten. Um einen Teil des dafür notwendige Kapitals zu beschaffen, wurde ein Gönnerverein gegründet.

## Unfälle
Am 5. Oktober 1962 erlitt der nach Paris fahrende TEE Cisalpin einen schweren Unfall in der Nähe des Bahnhofs Montbard. Der fast fabrikneue RAe TEEII 1053 der SBB fuhr mit 140 km/h in einen auf dem Gegengleis verunglückten und ins Profil ragenden Kesselwagen, entgleiste, kippte um und rammte dann noch ein steinernes Wärterhaus. Der Unfall forderte zehn Tote und elf Verletzte. Der beim Unfall beschädigte Steuerwagen 1 wurde verschrottet und durch ein neues Fahrzeug ersetzt.
Am 26. Juni 1964 fuhr der RAe TEEII 1052 als TEE Cisalpin auf einem Bahnübergang zwischen Vaux-et-Chantegrue und Labergement-Sainte-Marie in einen mit Bitumen beladenen Lastwagen, wobei drei Todesopfer und 20 Verletzte zu beklagen waren.